# Johanniskirche (Niederwalluf)

Ansicht der Johanniskirche aus dem Skizzenbuch des Malers Caspar Schneider (1755–1839)

Die Johanniskirche ist die ehemalige katholische Pfarrkirche von Niederwalluf (Rheingau), einem Ortsteil der im hessischen Rheingau-Taunus-Kreis gelegenen Gemeinde Walluf. Sie steht unmittelbar neben der Wallufer Turmburg.
Die heute noch in Ruinen erhaltene Kirche wurde im Jahr 1508 als Ersatz für einen im Mittelalter errichteten Vorgängerbau errichtet. Während der Wirren des Dreißigjährigen Krieges (1618–1648) wurde die Kirche verwüstet und in der Folge als Stallung und Scheune genutzt. Mit Hilfe von Schenkungen konnte der Bau nach Kriegsende wieder instand gesetzt werden.

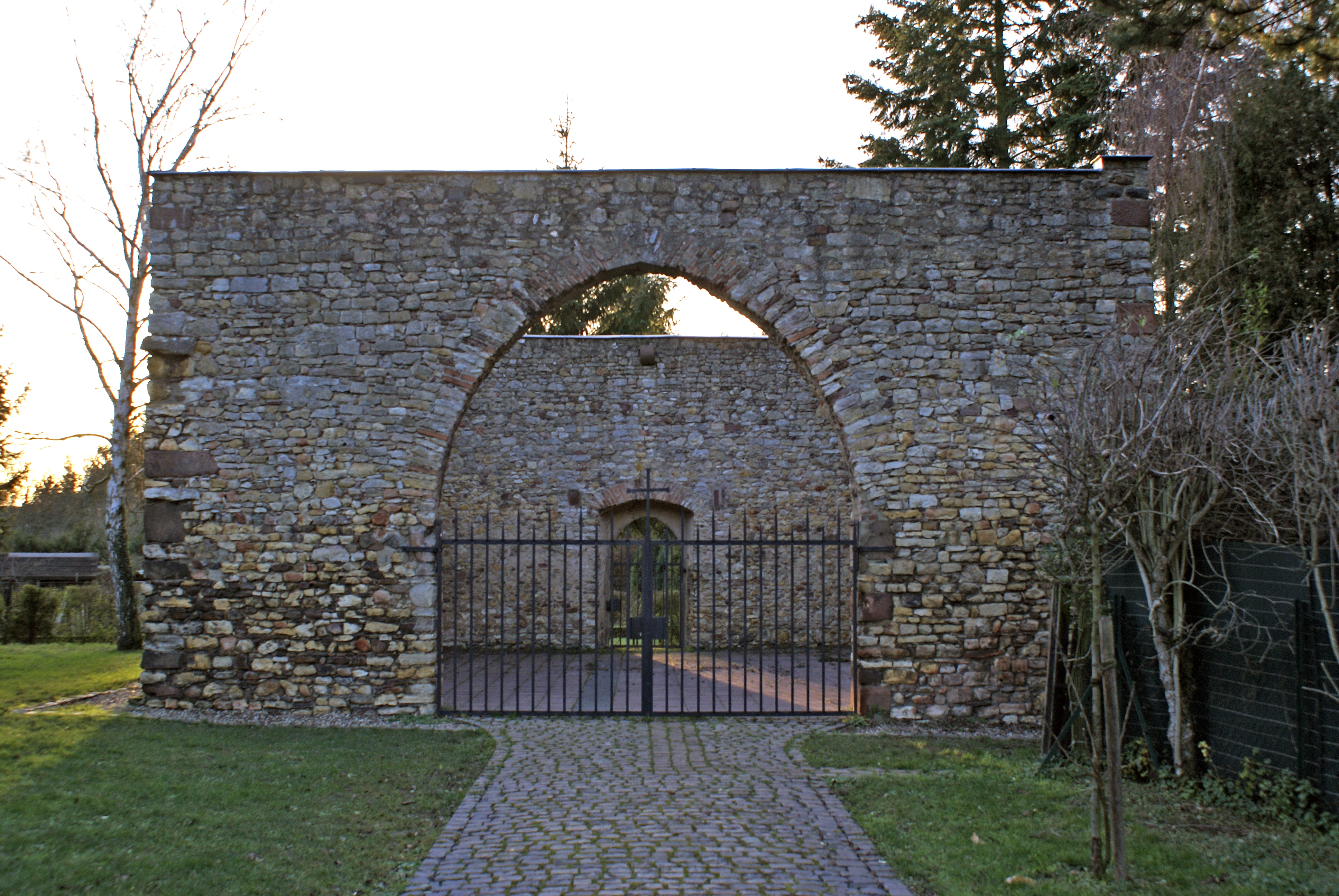
Ruine der Johanniskirche

Die Johanniskirche blieb bis 1719 die Pfarrkirche von Niederwalluf. Nach der Erweiterung der vermutlich im 13. Jahrhundert errichteten Adelheidkapelle, der heutigen Pfarrkirche St. Johannes der Täufer, verlagerte sich das religiöse Leben in die weiter westlich und in der Ortsmitte gelegene Kirche. Schließlich sollte die Johanneskirche 1773 abgerissen werden. Dies verhinderte der Niederwallufer Pfarrer Oel mit der Begründung, die Kirche sei Station der alljährlichen Fronleichnamsprozession. Ebenso wurde das Beinhaus der Kirche noch genutzt. Der weitgehende Abbruch folgte dann 1807.